# Setech (Siegelmacher)
Setech war ein wahrscheinlich altägyptischer Siegelmacher, der während der 11. Dynastie wahrscheinlich in Gaza (Kanaan) tätig war.
Setech ist heute nur noch von einer Inschrift auf einem Skarabäus bekannt, der im Grab Nummer 424 in Tell el-Ajjul (Scharuhen, nahe Gaza) gefunden wurde. Er befindet sich heute im Rockefeller Museum in Jerusalem. Der Name Setech ist für Altägypten bekannt, somit wird vermutet, dass es sich um einen aus Ägypten eingewanderten Kunsthandwerker handelte, der in Kanaan tätig war, wo er schließlich auch starb und begraben wurde.